# 植物の知性
植物の認知（しょくぶつのにんち）は、植物の精神的能力の研究である 。それは、植物が生存を保証するのに最も適切な選択と決定をするために、周囲の刺激に反応し、そこから学習する能力があるという考えを探求することである。近年、植物の認知的性質に関する実験的証拠が急速に増加し、植物が環境に反応するために感覚と認知をどの程度利用するかが明らかになってきている 。また、一部の研究者は、植物は動物の神経系と同様の方法で情報を処理していると主張している 。

## 概要
植物の認知という考え方は、1800年代後半にチャールズ・ダーウィンが息子のフランシスと共著した『植物の運動力』という本の中で初めて探求した。彼は植物が脳も神経も持っていなくても、根が感覚器官として反応し、次の運動を決定する、下等動物の脳のような働きをしていると提唱した。 
この「根の脳仮説」は長い年月忘れられるか無視されてきたが、125年以上の時を経て復活し、21世紀に再び関心が持たれるようになった。
植物の「神経生物学」は「植物がどのように状況を認識し、環境に反応し成長するか」など、生理学的研究に焦点を当てているが、植物の認知の研究では「競争相手を認識し、競争相手から離れるように成長するのか」など、主に生物化学的行動的/生態学的アプローチを適用している。植物の知性は、知覚、学習過程、記憶、意識など、植物の認知能力を実験的に試験することを目的とした研究分野として注目されている 。この枠組みは、動物と植物の間の従来の境界を再定義するものであり、植物に対する認識にかなりの影響を持つことになる 。
植物が動物の神経系に似た仕組みを有していることが分かってきており、埼玉大学大学院の傷の知覚や、奈良先端科学技術大学院大学の研究で近親交配の防御にグルタミンとカルシウムイオンが情報伝達に使われていることの発見や、東京大学の匂いを感じるタンパク質の発見など、植物が動物の神経系に似た仕組みを有していることが報告されている。
環境の変化情報を察知し行動するとすればそれは意識・知性を有していると言える。東京大学大学院の野澤光らは、Michael T. TurveyとClaudia Carelloの論文（On Intelligence From First Principles: Guidelines for Inquiry Into the Hypothesis of Physical Intelligence (PI)）
を基に、知性を神経など解剖学的視点ではなく、生き物の基礎である物質的知性（身体的知性・Physical Intelligence）を基に知性の有無を検証した。例えば、寄生植物のネナシカズラは栄養のある宿主を見分け、より栄養価のある宿主へを寄生しようとつるを伸ばす、つるの接近を予期した植物は危険を感じ行動を起こす。ムギの場合はネナシカズラの嫌いな忌避物質を発し、トマトは害虫に襲われた時と同じ化学物質を発する。このように、植物は環境の変化情報を察知し、予期し、回願し、柔軟に行動する能力、性質を有しており、意思に基づいて行動するAgencyの条件をみたしているともいえる。また、
著者らは、知的な行動をみせる物質的なシステム（PI）という知性定義が、動物から植物、微生物までに至るすべての生物の知的行動を、等級化できるだろうか、という問いを発している。著者らによるその答えは、否定的なものである。なぜなら、「活動の可能性のまさに本質が、それを数え上げられないものにする。疑いなく、これこそが、我々がAgencyの中心にあると主張するアフォーダンスの真実」だからだ。—東京大学大学院 野澤光、Unnerving Intelligence ――神経系を介さない知性
と記している。

## 研究
植物の認知の研究は、植物は刺激、統合、応答システムだけで学習し、環境に適応することができるという考えに基づいている。植物は実際には脳と意識的に働く神経系の機能をもたないことが証明されているが、植物は何らかの形で環境に適応して統合経路を変化させることができ、植物は最終的に刺激に対してどのように応答するかを「決定」することができる 。これは、環境からの様々な種類の刺激にも盛んに適応できることが明確である植物の知性の問題を提起している 。

### 植物の記憶
西オーストラリア大学の進化生物学センターのモニカ・ガグリアーノ（Monica Gagliano）が行った研究では、オジギソウが繰り返し落とされる慣れについて試験した。オジギソウは刺激を受けると、防御反応として葉を閉じる性質を持っている。しかし、複数回の落下させた後、最終的には害はないと学習し、防御反応を起こす回数が減ることがわかった 。この植物の行動のメカニズムはまだ完全には理解されていませんが、カルシウムチャネル内のフラックスの変化と強く関連している と考えられている。

### 麻酔への反応
意識を失うには意識が必要である。人間の意識を無くす方法として麻酔があるが、植物も同様に麻酔を使うとオジギソウやハエトリグサが閉じなくなるなど、植物の反応がなくなることが分かっている。
植物の短期「記憶」の別の例は、ハエトリグサに見られる。ハエトリグサの急速な閉鎖は、少なくとも2本の感覚毛が互いに20秒以内に接触したときにのみトリガーされる。これがどのように発生するかを説明する1つの仮説は、植物の電気信号によるものである。1つの感覚毛（機械受容器）がトリガーされると、しきい値以下の電位に到達する。2つの感覚毛がトリガーされると、しきい値に達し、トラップを閉じる活動電位が生成される。
New York Timesの記事で、麻酔が植物に対し、どの様な仕組みで、何に作用して動きを止めるのか、これが意識を失ったと言えるのか、植物は意識を持っているのか？との問いに対しFrantisek Baluskaは、No one can answer this because you cannot ask them（彼らにそれを尋ねることができないので、誰もその問いに答えることはできません［引用者訳］ と語っている。
一方、否定的な意見として、DevangMehtaは、植物に「意識はない」といい。2017年に行った植物への麻酔実験について、New York Timesに掲載された記事 に言及、、実験結果から植物に意識があるように書かれているが、「人間や動物が会話する時でさえ、意識や知性の定義は不明である。」、「植物に神経はない。」、「人間に麻酔がどのように効くかもまだ謎である。」と、植物の意識を否定し、擬人格化するべきではないとしている。

### 連想学習
2016年、モニカ・ガグリアーノ（Monica Gagliano）が率いる研究チームは、植物が環境内の予測された事象に応答することを学習するかどうかのテストに着手した。研究は、植物が1つの事象の発生と別の事象の予測との間の関連を学習することができることを実証した（すなわちパブロフ学習） 。植物における連想学習を実験的に実証することにより、この発見は植物を認知研究の適切な対象として認定した 。この研究では、エンドウ豆は2つの異なる刺激にさらされ、植物が1つのタイプの刺激を別の刺激に関連付ける能力を有するという仮説を立てた。これらの刺激の1つは、エンドウ豆の植物を風と光にさらし、もう1つの植物は、訓練段階で光を当てず風のみにさらした。実験段階に入ると、エンドウ豆の植物が示す反応を観察するために、植物は風刺激のみにさらした。
実験の終わりまでに、風と光にさらされたエンドウマメは風を光の存在と関連付けることを「学習」し、風刺激に向かって成長した。一方、光を受けずに風のみにさらされたエンドウマメは風刺激から離れるように成長した。この行動のメカニズムは完全には理解されていないが、これは植物体内の植物内の光受容体と統合する機械受容器と関係があるかもしれないと仮定されている。このことは、訓練されたエンドウにおいて、一般に光受容体のために確保されている成長反応が、非光源刺激でも成長応答を引き起こす理由を説明している 。
しかし、古典的条件づけをもちいたエンドウ豆の実験 は、偽の条件づけなどの可能性が排除されていないなど、問題が指摘されている。
2020年に発表された、より大きなサンプルサイズでの反復研究では、エンドウ豆植物における連想学習の証拠は見つからなかった 。しかし、光が無条件の刺激として効果的に機能したという発見を再現することもできなかった。この研究のエンドウ豆の植物は、以前に提示された光に対する信頼できる方向性のある成長反応ではなく、わずかな傾向を示しただけであった。複製された実験設定は、より高いレベルの周囲光と反射光の存在下で元の設定とは異なっていた。これは、方向性の成長をいくらかランダム化し、複製を妨げた可能性がある 。

### 自我
自我の有無が意識の有無に関係するともされ、植物には自我がないので意識はないとの意見もある。しかし、植物は自身と他者を認識しコミュニケーションを取っていることが示唆され、コミュニケーションは人間の自我の定義の1つと類似している。

#### 自身と他者の認識
植物は自身と他者を認識していることが示唆される。ヤブガラシは味を知覚し同種を認識して巻き付く先を選択していることがわかった。
奈良先端科学技術大学院大学の研究では、多くの植物は動物の神経細胞と似た分子を使って情報を伝達し、「自家不和合性」という、自身への受粉を防いでいることがわかった。植物は自らの雌しべに花粉がつくと、動物の細胞が興奮するときと同じように細胞内のカルシウムイオンが雌しべの細胞内に流入し、花粉が吸水できないようにして受粉を阻害する。このカルシウムイオンは動物の神経系などで使われているグルタミン酸受容体を介し細胞外から流入していることがわかり、植物も動物と同じような情報伝達が行われていることがわかった。
愛媛大学大学院農学研究科の米山香織 特任准教授、宇都宮大学、University of Leeds の研究グループは、植物は根から分泌される二次代謝産物ストリゴラクトンの新機能を発見した。ストリゴラクトンは、地上部の枝分かれを抑制する植物ホルモンである。植物はストリゴラクトンの濃度の変化から近くの植物の存在を感知し、自らが出すストリゴラクトンの量を変化させ濃度を一定に保ち成長を制御している可能性があることがわかった。プレスリリースでは物⾔わぬ植物は、定着した場所でただじっと静かにやり過ごしているように⾒えますが、過酷な環境に適応するために、私たち⼈間が出現する遥か以前から、緻密な⽣存戦略を開発・獲得し、知性をもって⽣きているようです。と語り、今後植物が sustainable development を続けているのか? 少しずつ解き明かしていければと考えています。と語っている。

#### コミュニケーション
植物は危険にさらされると周囲に危険を知らせる化学物質を飛散させたり、
植物は警戒音のようなものを発し周囲の同種とコミュニケーションをとる。植物はストレスと受けると超音波を発することが示唆されている。この音は植物がストレスと受けたときに、茎の導管内の水に気泡ができ、それが弾けて発したものである。受けるストレスにより音を発する周期が異なり、トマトとタバコを使った実験では、水涸れストレスでは1時間あたり35.4±6.1回と11.0±1.4回、茎の切断ストレスでは25.2±3.2回と15.2±2.6回、何もしな場合は1回/1hであった。音の違いをAIに音を学習させ、自動的に音で植物の状態を識別することにも成功した。

## さらなる研究
2003年、 アンソニー・トレワヴァス（Anthony Trewavas）は、根が互いにどのように相互作用するかを調べ、それらのシグナル伝達方法を研究するための研究を主導した。彼は植物の発達に影響を与える水不足による水ストレス信号と、筋肉の反応を引き起こす神経ネットワーの信号伝達との間に類似性を表すことに成功した 。植物が水ストレス下にある場合には、アブシジン酸依存性と非依存性の発生への影響がある 。これにより、環境ストレスに基づく植物の意思決定のさらなる可能性が明らかになった。複数の化学的相互作用の統合は、これらの根のシステムの複雑さの証拠を示してる。
2012年には、パコ・カルボ・ガルゾン（Paco Calvo Garzón）とフレッド・カイザー（Fred Keijzer）は、植物が（1）活動電位、（2）神経伝達物質、（3）シナプスに相当する構造を示すと推測した。また、彼らは、植物の活動の大部分は地下で行われ、「根の脳」の概念は1880年にチャールズダーウィンによって最初に論議されたと述べた。自由運動は必ずしも認知の基準ではいと彼らは主張した。著者らは、生物の認知が最小限であるという5つの条件を示し、「植物は、多くの動物や細菌にも当てはまる最小限の具体化された意味で認知的である」と結論付けた  。2017年、バーミンガム大学の生物学者は、休眠中のシロイヌナズナの種子の根端に「意思決定センター」を見つけたと発表した。 
2014年、アンソニー・トレワヴァス（Anthony Trewavas）は、「Plant Behavior andIntelligence（植物の行動と知性　）」という本を発表し、昆虫の群れの行動を反映した植民地組織のスキルを通じて植物の認識を強調した 。この組織的なスキルは、植物が周囲と相互作用して生存率を向上させる能力と、植物が外的要因を特定する能力を反映しており、植物の空間認識能力が最小限である証拠は、隣接する植物との相対的な根の配分に見ることができる。これらの根の組織は、植物の根端に由来することがわかっている 。
一方、クリスプ博士（Dr. Crisp）と彼の同僚は、レビューの中で植物の記憶について異なる見解を提案した。すなわち、植物の記憶は、繰り返し発生する予測可能なストレスの下では有利である可能性があるが、一方で短い期間のストレス記憶をリセットと忘却することは、植物にとって望ましい条件が回復した時すぐに植物が成長するために重要な戦略である可能性があるとした。
Affifi（2018）は、植物の学習を理解する方法として、植物モデルが目標に基づく行動を環境の偶発性に調整する方法を調べるための経験的アプローチを提案した。この著者によると、連想学習は、目的論に統合された活動の一部として見られる場合にのみ、知性を示す。そうでなければ、それは機械的な説明に還元することができる。
ラジャ（Raja）（2020）らは、鉢植えのインゲンマメを園芸用支柱から30センチメートル離れたところに植えると、将来的に支柱をサポートとして使用できるように成長パターンを調整することを発見した。ラジャは後に、「植物の動きが近くの物体によって影響を受けて制御されるなら、それは（単純な反応ではなく）より複雑な行動だということになる」と述べた。ラジャは研究者に、対応する認知的特徴を探すべきであると提案した。
2017年にYokowa,K.et al.らは2017年に、麻酔薬にさらされると、多くの植物が自律運動と触覚誘導運動の両方を失ったことを発見した。ハエトリグサは電気信号を生成しなくなり、感覚毛に触れてもトラップは開いたままになった。成長中のエンドウ豆の巻きひげは自律運動を停止し、カールした形で固定された。

## 批判
植物の認知という考えは論争の的となっている。
アマデオアルピと他の35人の科学者は、2007年に「Plant Neurobiology: No brain, No gain?（植物の神経生物学：脳がない、利益がない？）」というタイトルの論文をTrends in Plant Scienceに発表しました 。この論文では、植物にニューロンが存在するという証拠がないため、植物の神経生物学と認知の概念は根拠がなく、再定義する必要があると彼らは主張している。この論文に応えて、フランシスコ・カルボ・ガルソン（Francisco CalvoGarzón）はPlant Signaling and Behaviorに論文を公開しました。彼は、植物は動物のように「ニューロン」をもたないが、細胞からなる情報処理システムをもっていると述べ、このシステムは植物の認知能力を議論する基礎として利用できると主張している。